# Bundestagswahlkreis Essen I
Der Bundestagswahlkreis Essen I war von 1949 bis 2002 ein Wahlkreis in Nordrhein-Westfalen. Er umfasste zuletzt die Essener Stadtbezirke III Essen-West und IV Borbeck. Zur Bundestagswahl 2002 wurde der Wahlkreis aufgelöst. Seitdem gehört der Stadtbezirk IV Borbeck zum Wahlkreis Mülheim – Essen I und der Stadtbezirk III Essen-West zum Wahlkreis Essen III. Der letzte direkt gewählte Wahlkreisabgeordnete war Hans-Günter Bruckmann (SPD). 

## Wahlkreissieger
| Wahl | Name                  | Partei | Erststimmen |
| ---- | --------------------- | ------ | ----------- |
| 1998 | Hans-Günter Bruckmann | SPD    | 59,0 %      |
| 1994 | Otto Reschke          | SPD    | 56,1 %      |
| 1990 | Otto Reschke          | SPD    | 52,4 %      |
| 1987 | Otto Reschke          | SPD    | 55,7 %      |
| 1983 | Otto Reschke          | SPD    | 56,1 %      |
| 1980 | Otto Reschke          | SPD    | 59,1 %      |
| 1976 | Erwin Lange           | SPD    | 59,7 %      |
| 1972 | Erwin Lange           | SPD    | 63,8 %      |
| 1969 | Erwin Lange           | SPD    | 57,7 %      |
| 1965 | Erwin Lange           | SPD    | 53,9 %      |
| 1961 | Erwin Lange           | SPD    | 46,9 %      |
| 1957 | Walter Kühlthau       | CDU    | 47,9 %      |
| 1953 | Walter Kühlthau       | CDU    | 45,0 %      |
| 1949 | Erwin Lange           | SPD    | 35,3 %      |

## Wahlkreisgeschichte
| Wahl      | Wahlkreisname | Gebiet                                                                                              |
| --------- | ------------- | --------------------------------------------------------------------------------------------------- |
| 1949      | 30 Essen I    | Die Essener Innenstadt sowie u. a. die Stadtteile Altendorf, Frohnhausen, Holsterhausen und Borbeck |
| 1953–1961 | 89 Essen I    | Die Essener Innenstadt sowie u. a. die Stadtteile Altendorf, Frohnhausen, Holsterhausen und Borbeck |
| 1965–1976 | 87 Essen I    | Die Essener Innenstadt sowie u. a. die Stadtteile Altendorf, Frohnhausen, Holsterhausen und Borbeck |
| 1980–1998 | 88 Essen I    | Von Essen die Stadtbezirke III Essen-West und IV Borbeck                                            |